# بوگنا یوژویاک
بوگنا یوژویاک (لهستانی: Bogna Jóźwiak؛ زادهٔ ۲۵ آوریل ۱۹۸۳) شمشیرباز اهل لهستان است.